# Perfect Man
Perfect Man – piąty album studyjny południowokoreańskiej grupy Shinhwa, wydany na płycie 29 marca 2002 roku przez SM Entertainment. Był promowany przez singel o tym samym tytule. Album sprzedał się w liczbie 365 739 egzemplarzy (stan na listopad 2013 roku).

## Lista utworów
| CD | CD           | CD                     | CD                          | CD            | CD      |
| Nr | Tytuł utworu | Tekst                  | Kompozycja                  | Aranżacja     | Długość |
| -- | ------------ | ---------------------- | --------------------------- | ------------- | ------- |
| 1. | „I Pray 4 U” | Young H. Kim, Eric Mun | Kim Young-hoo, William Pyon | Kim Young-hoo | 3:50    |

## Notowania
| Lista                                   | Najwyższa pozycja |
| --------------------------------------- | ----------------- |
| Recording Industry Association of Korea | 1 (Monthly Chart) |
| Recording Industry Association of Korea | 14 (Yearly Chart) |